# Xã Illinois, Quận Sedgwick, Kansas
Xã Illinois (tiếng Anh: Illinois Township) là một xã thuộc quận Sedgwick, tiểu bang Kansas, Hoa Kỳ. Năm 2010, dân số của xã này là 1.860 người.